# Vlag van Charlotte (North Carolina)
De vlag van Charlotte is de officiële gemeentevlag van Charlotte (North Carolina). De officiële vlag werd aangenomen door de gemeenteraad op 6 mei 1929, en bestaat uit een wit andreaskruis op een blauw veld, met het stadszegel in het midden. De regeringsvlag, met een groen veld en een witte kroon in het midden, werd geïntroduceerd in 1985 en wordt voornamelijk gebruikt bij overheidsgebouwen. Het kroon symbool is een officieel geregistreerd handelsmerk van de stad. Alleen overheidsinstanties of eigendommen van de stad mogen de regeringsvlag voeren. Charlotte is een van de weinige plaatsen met twee officiële vlaggen.

## Officiële vlag
Blauw en wit zijn de officiële kleuren van Charlotte, zoals blijkt uit de kleurkeuze voor het veld en de andreaskruis. De zegel toont een boom in het midden, die groei symboliseert. De stralen die van de boom afkomen, bevestigen dit en staan voor hoop op een mooie toekomst. Aan de boom hangt een wespennest, een symbool uit de Amerikaanse Onafhankelijkheidsoorlog.
Meer revolutionaire symboliek is te vinden in het zegel, met de Frygische muts die aan de boom hangt. Onder de boom zijn twee handen geklemd. Onder de handen staat de datum "1775", het jaar waarin de Onafhankelijkheidsverklaring van Mecklenburg zou zijn aangenomen, een jaar voordat het Continental Congress hun verklaring aannam. Deze revolutionaire symboliek is bedoeld om het idee van vrijheid voor de inwoners van Charlotte over te brengen. Rondom het zegel staat de tekst "CITY OF CHARLOTTE MECKLENBURG COUNTY" aan de bovenkant en "NORTH CAROLINA" aan de onderkant. Tussen de twee delen staan twee blauwe vijfpuntige sterren.

## Regeringsvlag
Het groene veld wordt gebruikt om idealen over te brengen waar de stad zich op richt. Groen wordt geassocieerd met de natuurlijke omgeving van de stad, de reputatie van welvaart en de goede kwaliteit van leven, waaronder het bladerdak van bomen, de beoordeling van bezoekers voor netheid, de nationale reputatie als een bank/financieel centrum (en) toewijding aan het creëren van banen.
Groen is de facto een officiële kleur van de stad geworden. De website van de stad gebruikt veel varianten van groen, e-mailhandtekeningen van stadsmedewerkers zijn groen, op stadsborden wordt vaak groen gebruikt en de trams van de stad zijn groen geschilderd. De kroon, die ongeveer drie vijfde van de vlag in beslag neemt, is een eerbetoon aan de bijnaam "Queen City" die Charlotte heeft. De bijnaam is ontleend aan de naamgeefster van de stad, koningin Charlotte, gemalin van koning George III. De kroon vertegenwoordigt ook de eenheid die alle stadsinstanties hebben als ze samenwerken voor het welzijn van de burgers. De kroon is het officiële logo van de stad.